# Port lotniczy Camden
Port lotniczy Camden – port lotniczy zlokalizowany w mieście Chaguaramas, na wyspie Trynidad (karaibskie państwo Trynidad i Tobago).